# Lustragiul
Lustragiul (titlul original: în greacă Ο Λουστράκος, transliterat: O Loustrákos) este un film dramatic grec, realizat în 1962 de regizoarea Maria Plyta, protagoniști fiind actorii Vasilis Kailas, Dimitris Papamichail, Miranta Kounelaki și Andreas Filippidis.

## Rezumat
Vasilis Maras, un copil sărac și orfan de tată, care aspiră la studii, rătăcește pe străzi și lustruiește pantofi. Mama sa Anna, care a lucrat ca o sclavă într-o casă de bogătași, se află pe nedrept în închisoare, condamnată pentru o presupusă tâlhărie după o crimă. Tânăra, cu ajutorul avocatului Giorgos Karalis, reușește să-și demonstreze nevinovăția. Cu singurele resurse constând din dragostea mamei sale chinuite și cu micuța geantă de lustragiu, își propune să cucerească viața. Cu munca lui pe stradă și făcând economii drastice, termină liceul seral și apoi facultatea, obținând diploma de doctor. În același timp, dragostea lui înflorește pentru Maria, o fată bogată și răsfățată, pe care mama ei și sora lui Karalis vor să o căsătorească cu un tânăr de clasa lor. Dragostea Mariei pentru Vasilis se dovedește mai puternică decât voința mamei sale...

## Distribuție
- Vasilis Kailas – Vasilis Maras - copil
- Dimitris Papamichail – Vasilis Maras - adult
- Miranta Kounelaki – Maria
- Andreas Filippidis – Dean
- Rita Myrat – Anna
- Despo Diamantidou – mama Mariei
- Koula Agagiotou –
- Christoforos Nezer –
- Kleo Skouloudi – studenta
- Andreas Ntouzos –
- Mitsos Ligizos – Giorgos Karalis, avocatul
- Tzovana Fragouli –
- Elli Fotiou –
- Yvoni Vladimirou – sora defunctului
- Elli Xanthaki –
- Souli Sampah – cântăreața
- Kostas Papageorgiou –
- Toula Drakou –
- Ioanna Karrer –